# إبراهيم أبو هشهش
إبراهيم أبو هشهش (1958-)  هو أكاديمي ومترجم فلسطيني، يُعد من أبرز المترجمين، له إسهامات متميزة في مجالات الأدب والنقد والترجمة. يشغل حالياً منصب أستاذ في دائرة اللغة العربية وأدابها بجامعة بيرزيت في فلسطين .

## نشأته وتعليمه
ولد إبراهيم أبو هشهش عام 1958 في بلدة الفوار بمحافظة الخليل، حصل على درجة الدكتوراه في الأدب العربي من جامعة برلين الحرة في ألمانيا عام 1992.

## سيرته الأكاديمية
بدأ إبراهيم أبو هشهش مسيرته الأكاديمية في جامعة بيت لحم، ثم انتقل بعدها إلى جامعة بيرزيت. يركز أبو هشهش في تدريسه وأبحاثه على الأدب الحديث والنقد الأدبي.

## أعماله الأدبية
ألف إبراهيم أبو هشهش أكثر من 17 كتاباً من اللغة الألمانية إلى العربية، من أبرز مؤلفاته:
- كتاب فلسفة التنوير
- أسطورة الشرق: رحلة استكشاف
- تعايش الثقافات: مشروع مضاد لهنتنغتون
- مذكرات مالته لوريدز بريغه

## جوائزه
جائزة الشيخ حمد للترجمة والتفاهم الدولي، عام 2018، حيث فاز أبو هشهش في المركز الأول ضمن فئة الترجمة من الألمانية إلى العربية.